# باشگاه فوتبال گورلستون
باشگاه فوتبال گورلستون (به انگلیسی: Gorleston Football Club) یک باشگاه فوتبال در شهر گورلستون، کشور انگلستان است که در سال ۱۸۸۷ میلادی تأسیس شده‌است.